# Ajika
L'ajika o adjika è un condimento georgiano e abcaso dal sapore forte, piccante e leggermente aromatico. Esistono diverse varianti regionali dell'alimento, che differiscono tra loro per consistenza, piccantezza e ingredienti.
Nel 2018 la tecnologia usata per preparare l'ajika venne inserita nella lista del patrimonio culturale immateriale georgiano.